# Kernkraftwerk Lingen
Das Kernkraftwerk Lingen (KWL) in Lingen war ein Siedewasserreaktor, mit dessen Bau 1964 begonnen wurde und der als Demonstrationsanlage für spätere Siedewasserreaktoren dienen sollte. Der Reaktor hatte eine thermische Leistung von 540 MW, der mit Mineralöl befeuerte Überhitzer hatte eine thermische Leistung von 214 MW. Daraus ergab sich für das Kraftwerk eine elektrische Leistung von 250 MW, hiervon 82 MW aus dem Überhitzer. Der ca. 150 Meter hohe Schornstein wurde im Sommer 2009 im Zuge der Rückbauarbeiten am Kraftwerk abgerissen und durch einen kleineren ca. 60 Meter hohen Fortluftkamin ersetzt.
Unmittelbar neben dem Kernkraftwerk Lingen befindet sich das Erdgaskraftwerk Emsland und wenige Kilometer südöstlich das Kernkraftwerk Emsland.

## Geschichte

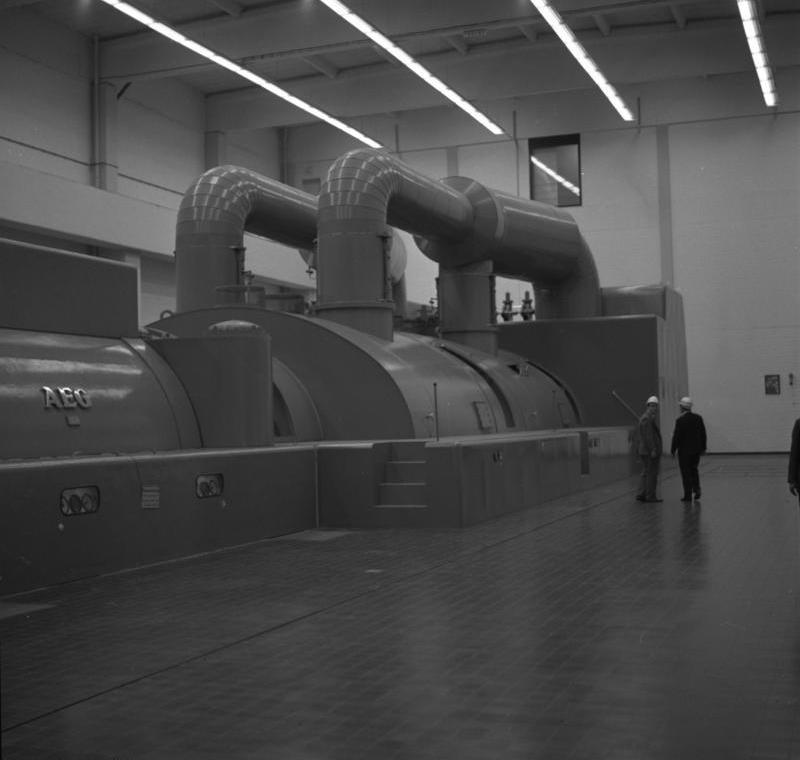
Pressebesichtigung am 7. Juli 1969
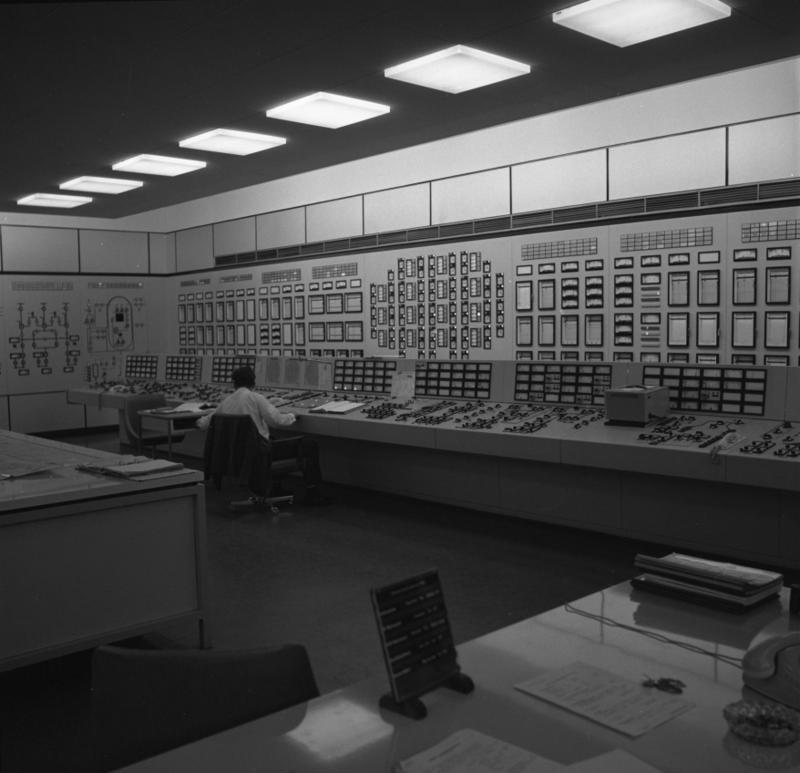
Pressebesichtigung am 7. Juli 1969
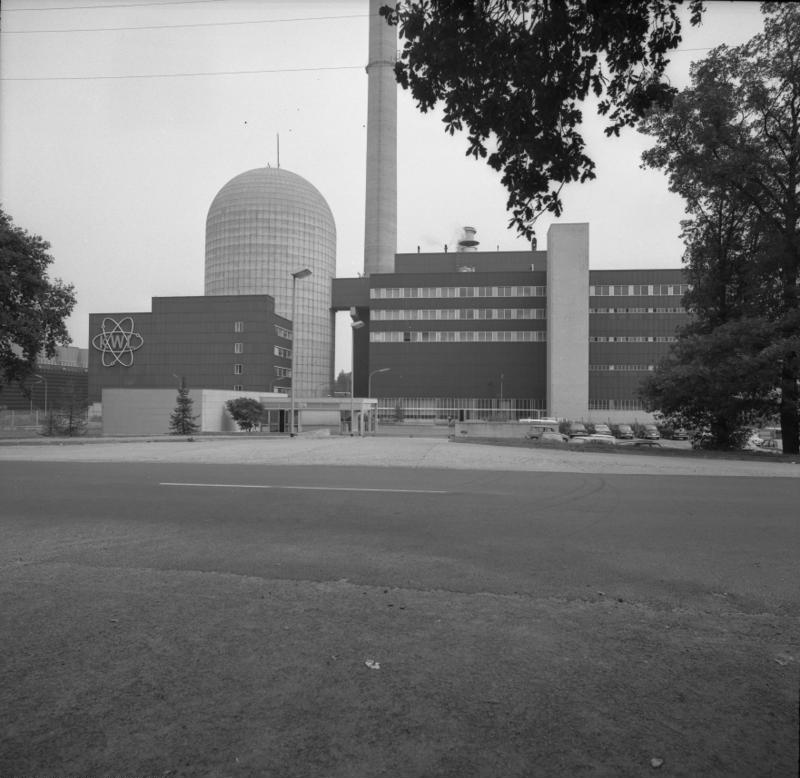
16. August 1973
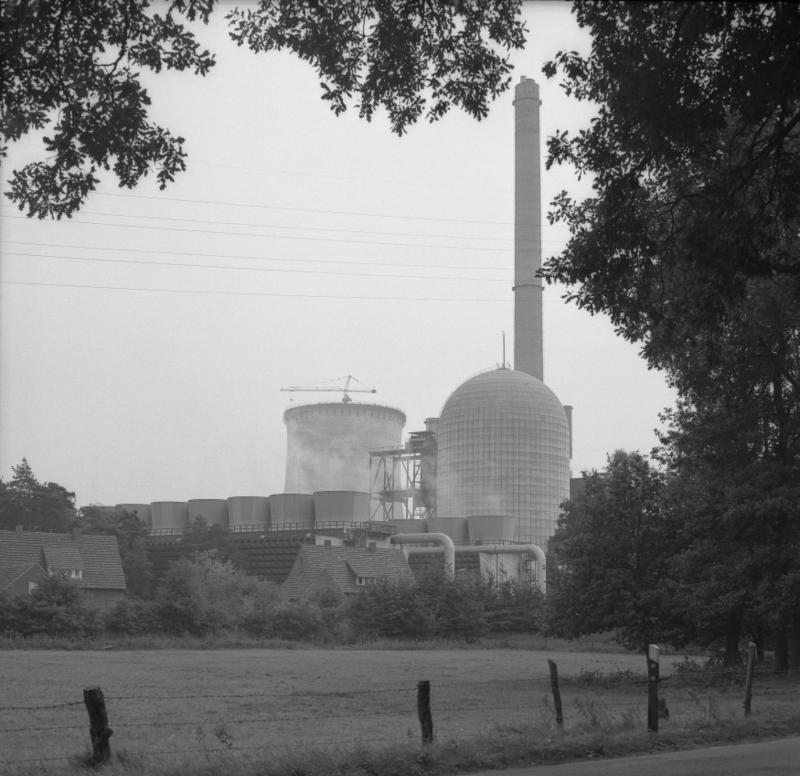
16. August 1973
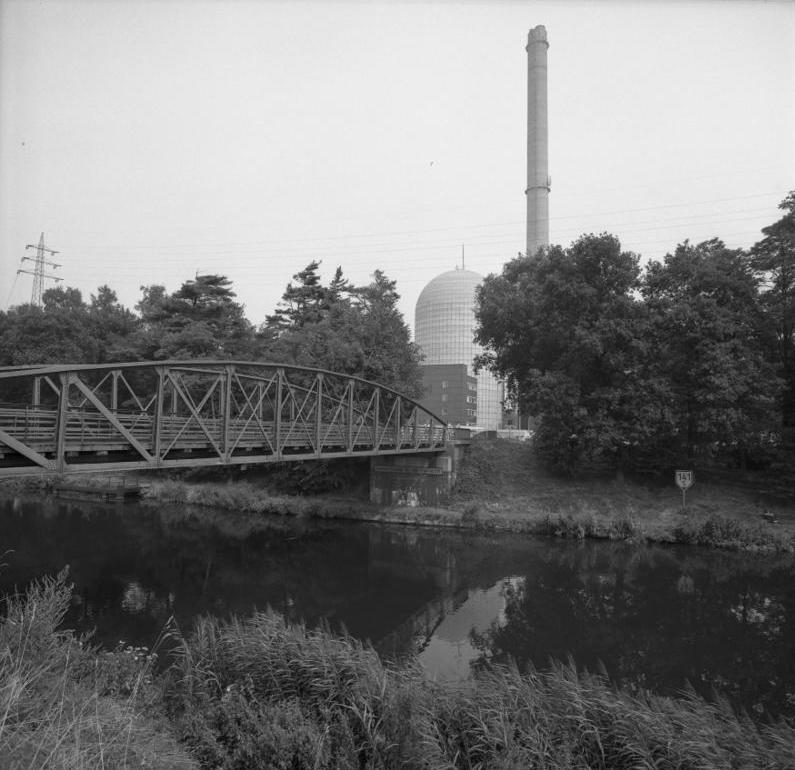
16. August 1973

Im Jahre 1968 nahm der VEW-Konzern in der damaligen Gemeinde Darme das Kernkraftwerk Lingen in Betrieb. Es war eines der ersten kommerziellen Kernkraftwerke Deutschlands. Im Jahr 1977 wurde der nukleare Teil des Kraftwerks nach einem Schaden im Dampfumformersystem stillgelegt und befand sich von 1988 bis 2013 im sicheren Einschluss.
1989/90 erlangte der Standort des Kraftwerks noch einmal Aufmerksamkeit, weil auf dem dortigen Gelände nach der Nuklearkatastrophe von Tschernobyl radioaktiv belastetes Molkepulver gelagert und bearbeitet wurde. Insgesamt 5000 Tonnen Molkepulver aus der bayerischen Käseproduktion, das ursprünglich mit bis 8000 Becquerel Cäsium-137 pro Kilogramm kontaminiert war, wurden mit einem von Franz Roiner entwickelten Ionenaustauschverfahren behandelt; danach betrug die Kontamination noch 100 Becquerel pro Kilogramm. Nach der Behandlung wurde dieses Molkepulver als Viehfutter weiterverwertet. 100 Becquerel pro Kilogramm entsprechen dem seit 2012 in Japan geltenden Grenzwert für Lebensmittel und sind niedriger als die derzeit in der EU geltenden Grenzwerte von 330 Bq/kg für Säuglingsnahrung bzw. 600 Bq/kg für Nahrungsmittel für Erwachsene. Der japanische Grenzwert, welcher aufgrund der Ereignisse von Fukushima gesenkt worden war, zählt zu den niedrigsten der Welt. Gemäß der spezifischen Aktivität von Caesium-137 von 3,215 TBq/g waren in den unbehandelten 5000 Tonnen Molkenpulver rund 12,4 Milligramm 137Cs enthalten.
Das Kraftwerk gehörte ursprünglich dem VEW-Konzern. Seit dessen Fusion mit RWE im Jahr 2000 – also lange nach der Stilllegung – gehörte es zu RWE Power und inzwischen zur RWE Nuclear GmbH, die den gesetzlich vorgeschriebenen Rückbau von Kernkraftwerksanlagen sowie die Verpackung von radioaktiven Abfällen sicherstellen soll.
Mit dem Genehmigungsbescheid vom 21. Dezember 2015 hat das Niedersächsische Ministerium für Umwelt, Energie und Klimaschutz die erste atomrechtliche Teil-Genehmigung für den Abbau des Kernkraftwerks Lingen erteilt. Die Genehmigung regelt insbesondere den Abbaubetrieb, den Abbau der nicht kontaminierten und der kontaminierten Anlagenteile und die Zwischenlagerung von radioaktiven Abfällen.
Für den Abbau der aktivierten Anlagenteile ist eine weitere atomrechtliche Genehmigung erforderlich. Der anschließende konventionelle Abriss nach Entlassung aus der atomrechtlichen Überwachung bedarf keiner weiteren atomrechtlichen Genehmigung.
Nach den Planungen soll der Abbau etwa zwanzig Jahre dauern.

## Daten des Reaktorblocks
Das Kernkraftwerk Lingen besaß einen Kraftwerksblock:
| Reaktorblock | Reaktortyp         | Nettoleistung | Bruttoleistung | Baubeginn    | Netzsynchronisation | Kommerzieller Betrieb | Abschaltung  |
| ------------ | ------------------ | ------------- | -------------- | ------------ | ------------------- | --------------------- | ------------ |
| Lingen (KWL) | Siedewasserreaktor | 183 MW        | 268 MW         | 1. Okt. 1964 | 1. Juli 1968        | 1. Okt. 1968          | 5. Jan. 1979 |